# Историја Финске
Данашња област Финске насељена је након леденог доба, отприлике 8500. п. н. е. Финска је била део Шведске државе од 13. века све до 1809. када је препуштена Русији у оквиру које је постала аутономно Велико Војводство Финске. Године 1917. Финска је прогласила независност. Грађански рат између “Црвених” социјалиста (које је подржавала бољшевичка Русија) и конзервативних “Белих” (са подршком империјалне Немачке) завршен је победом потоњих. Током Другог светског рата Финска се борила против Совјетског Савеза у два маха, и морала је да му препусти већи део Карелије али је сачувала независност и демократски облик владавине. Током Хладног рата Финска је политика била под утицајем Совјетског Савеза (видети: YYА Споразум и финландизација) али никада није постала сателитска држава. Финска се придружила Европској унији 1995.

## Преисторија

### Палеолит
Уколико се потврди, најстарије археолошко налазиште у Финској ће бити Сусилуола (Вучја пећина) у Кристинанкаупункију у Остроботнији. Ископавања су у току, и по досадашњим налазима, то ће бити једино преглацијално (неандерталско) налазиште у нордијским земљама до сада, старо неких 130.000 година.

### Мезолит
Најранији трагови модерног човека датирају од 8500 пре нове ере из постглацијалног периода. У питању су вероватно сезонске насеобине ловаца-сакупљача. Ти остаци припадају културама Суомусјерви и Кунда. Међу њима је и мрежа из Антреје (Каменогорск), једна од најстаријих рибарских мрежа икада нађених (процењује се да је настала око 8300. п. н. е.).

## Средњи век
Веза између Шведске и Финске постојала је у знатној мери, још у предхришћанском периоду; Викинзи су били знани Финцима кроз трговину и кроз пљачку. Ипак, не постоји доказ о Скандинавским насеобинама у Финској, у време викиншког доба, осим на Оландским острвима. Ипак, постоје камени споменици у области Хеме који славе победу над викиншким пљачкашким бандама.
Хришћанство је почело озбиљније да се шири у Финској током 12. века. Према каснијим, писаним изворима, бискуп Хенри, вероватно Енглез или Шкот, стигао је у Финску око 1155, са идејом да уреди црквену организацију и организује наплату црквених намета. Највероватније уз подршку краља Шведске. Хенри је постао веома поштован (статус мученика) чим је стигао, а касније је постао култна фигура. Ипак, нема чврстих доказа о постојању Бискупа Хенрија.
Према неколицини преживелих писаних докумената, Црква у Финској је и пред крај 12. века била у веома хаотичном стању. У раном 13. веку, мисионар бискуп Томас, је успео да је стабилизује и доведе у ред. У исто време, неколико световних сила се такође, борило за премоћ око Финске: Краљевина Шведска, Данска, Новгород са руског северозапада, а вероватно и Немачки витешки ред. Финци су имали своје поглаваре, али не и централизовану власт. Упркос културној и језичкој блискости, осећај заједничког “Финског идентитета” није постојао. Име „Финска“ означавало је само југозападну област познату и као "Права Финска" од 18. века. Концепт Финске “државе” у модерном смислу развила се постепено између 15. и 18. века. Идеју је убрзала Католичка Црква, својим уједињавајућим ефектом, која ја данашњу Финску видела као један епископат сматрајући да су хришћани једног епископата браћа.
Чини се да је шведски регент, Биргер Јарл, успео да стабилизује шведску власт у Финској након „крсташког похода“, који се највероватније одиграо 1238. или 1249. Новгород је завладао Карелијом, облашћу источно од Финске, чије је становништво и данас блиско Финцима, језички и етнички. Тако се граница католичке и православне цркве поклопила са источном границом Финске.
Током 13. века Финска се интегрисала у средњовековну европску цивилизацију. Доминикански ред стигао је у Финску око 1249, и остварио огроман утицај. У раном 14. веку јављају се први помени финских студената на Сорбони. У југозападном делу земље, једно се насеље развило у већи град - Турку. Турку је био један од већих градова и у Краљевини Шведској, међу чијим житељима су били и бројни немачки трговци и занатлије. Другде у средњовековној Финској, урбанизација није ухватила маха. На југу Финске и у дугачком приобалном појасу Ботничког залива налазиле су сточарске насеобине, организоване као парохије – црквени или световни феуди. У другим областима живео је мањи број Лапонаца или Самија – ловаца, риболоваца и ситних фармера. Током 12. и 13. века, велики број шведских насељеника населио се на јужним и северозападним обалама Финске, на Оландским Острвима и архипелагу између Туркуа и Оландских Острва. У овим областима се и данас говори шведски језик. Шведски је тада постао језик виших кругова и у многим крајевима Финске.
Током 13. века, Турку је постао бискупско седиште а та је бискупија у средњем веку идентификована као финска у данашњем смислу, јер других седишта у Финској није било. Катедрала у Турку је била центар Светог Хенрија, и културни центар целе бискупије. Бискуп је вршио црквену власт над већим делом данашње Финске и био је најмоћнији човек. Бискупи су често били Финци, али су командири војске по замковима углавном били скандинавски или немачки племићи. Године 1362. представници из Финске су позвани да учествују у избору краља Шведске, па се ова година често помиње као време интегрисања овог подручја у Краљевину Шведску. Као и у скандинавском делу краљевине, ниже племство чинили су магнати који су могли да приуште наоружање и оклоп за коњаника. Њих је углавном било на југу Финске.
Јако утврђење Вијипури (шведски Виборг) чувало је источну границу Финске. Шведска и Новгород потписали су мировни споразум у Нотеборгу 1323. али он није потрајао. Тако је 1348. шведски краљ Магнус Ериксон започео неуспели крсташки поход против православних јеретика, који је само ујединио његове противнике и коштао га круне. Камен спотицања у односима Шведске и Новгорода била је северна обала Ботничког залива и дивљина области Саво или Савонија/Саволакс на истоку Финске. Новгород је та подручја сматрао као ловишта и риболовишта својих карелијских поданика, и противио се постепеном насељавању католика са запада. Повремене пограничне чарке Шведске и Новгорода обележиле су крај 14. и 15. века, али већином је владао затегнути мир. Постојале су и унутрашње тензије. Током 1380-их грађански рат је беснио у скандинавском делу Шведске, а немири су се пренели и у Финску. Победник је била Краљица Маргарета I Данска, која је током 1389. под јединствену власт довела три скандинавска краљевства Шведску, Данску и Норвешку у такозвану Калмарску унију. Следећих 130 година обележили су покушаји различитих шведских фракција да се отцепе из уније. Финска је била повремено умешана у те борбе, али се може рећи да је 15. век донео мир и напредак, раст броја становника и економски развој. Крајем 15. века стање на источној граници се заоштрило. Велика московска кнежевина је освојила Новгород, и припремала се да под својом влашћу уједини све Русе, па су се односи са Шведском заоштрили. Године 1495. и 1497, беснео је брутални рат. Утврђење Виборг одолео је руској опсади, према легенди, спасло га је чудо.

## XVI век
Калмарска Унија се распала 1521. а Густав Васа је постао краљ Шведске. Током његове владавине, формирана је шведска црква (1527). Државна управа је реформисана и унапређена, у одређеној мери и децентрализована, а свакако оспособљена за скупљање увећаних пореза. У складу са Реформацијом, 1551 Микаел Агрикола, бискуп у Турку, објавио је превод Новог завета на фински. Густав Васа је 1550. основао Хелсинки, који је наредна два века био рибарско сеоце.
Краљ Густав Васа је умро 1560. а круна је прешла на његове синове. Краљ Ерик XIV започео је еру експанзије када је 1561. заузео град Талин у Естонији. Ливонијски рат је означио период непрестаних ратова у следећих 160 година. У почетним фазама, Шведска се борила за власт у Естонији и Летонији против Данске, Пољске и Русије. Фински је народ трпео регрутовања, повећане порезе и разне злоупотребе војних заповедника. Ово је довело до Клупског рата 1596/97 – сељачке побуне угушене у крви. Миром у Тјавзину са Русијом 1595. финска се граница померила на исток и север.
За историју Финске у XVI веку важан је био раст насељених подручја са становништвом које се бави земљорадњом. Држава је подстицала сељаке из Савоније да се населе у дивљини средње Финске па су староседелачки Лапонци често морали да се одселе. Неке од тих области биле су подручја лова становника Карелије, па је то током осамдесетих година 16. века довело до крвавог герилског рата између досељеника Финаца и староседелаца Карела.

## XVII век – Шведска Империја
Од 1611—1632 у Шведској је на власти Краљ Густав Адолф, чије су војне реформе преобразиле шведску војску од наоружаних сељака у ефикасну војну силу, вероватно најјачу свог времена у Европи. Освајање Ливоније (данашње Естоније и Летоније) је довршено, а нека подручја одузета су и Русији Миром у Столбови. 1630 шведска (и финска) војска је умарширала у централну Европу, како би учествовала у у Протестантско-Католичком сукобу у Немачкој, Тридесетогодишњи рат. Финска лака коњица, позната као Хакапелита, сејала је страх међу католицима.
Након Вестфалског мира 1648, Шведска је сматрана за једну од највећих сила у Европи. У току трајања рата, неколико важних реформи је учињено у Финској:
- 1637—1640. и 1648—1654. Гроф Пер Брахе био је гувернер Финске. За његовог управљања десиле су се важне реформе и основано је неколико важних градова.
- 1640. Краљица Кристина Шведска основала је први Универзитет у Финској - Академија у Турку, на његов предлог. Ово је једини Универзитет у Европи који је основала жена.
- 1642. цела Библија је објављена на Финском.

Ипак, високи порези, стални ратови и хладна клима (Мало ледено доба) значили су мрачно раздобље Финцима. 1655—1660. нова серија жестоких ратова је вођена, па су Финци ратовали на подручјима Ливоније, Пољске и Данске. 1676. Шведска се трансформисала у апсолутну монархију.
Средња и источна Финска, производиле су и извозиле катран, важну сировину за одржавање бродова.
Шведска је имала своју колонију у Новом Свету – данашњи Делавер у Пенсилванији између 1638—1654. Бар половина емиграната су били финског порекла.
На подручју религије, XVII век је доба стриктног лутеранизма.
1697-9. климатске промене су довеле до велике глади која је усмртила око 30% популације у Финској. Ускоро је почео рат који је значио прекретницу у историји Финске (Велики Северни Рат 1700-21).

## XVIII век – доба рационализма
Током Великог северног рата (1700—1721), Финску су окупирали Руси, а југоисточни део, и важан град и утврђење Виипури, су анексирали на основу Мира у Нистаду (Уусикаупунки). Тиме је успостављена граница са Русијом, отприлике као после Другог светског рата. Шведски статус европске супер-силе је нестао, а Русија је преузела ту улогу. Апсолутна монархија је окончана у Шведској. Власт над Шведском преузима Парламент, а унутар њега две веће странке Хатс и Цапс па је мања “Дворска” странка без утицаја. Цапс је била наклоњена миру са Русијом, и подржавали су је многи Финци, али и Хатс је имала подршку у Финској међу онима који су тражили освету против Руса.
Финска је и у овом периоду слабо насељена. Све до средине XVIII века популација је била мања од 470.000 према црквеним пописима Лутерана, па ту треба додати и неколико православних парохија у Финској Карелији. Ипак, у овом периоду, популација расте веома брзо, па се удовстручава до краја века. 90% становништва су сељаци, већина слободњаци који плаћају порез. Друштво је имало четири сталежа: сељаке, (слободњаке који плаћају порез) свештенство, племство и грађанство. Мањина, углавном без поседа, није имала политичке представнике. 45% мушке популације је било представљено у законодавном телу, или је свештенство, племство и грађанство имало своје одвојене Домове у Парламенту, што им је омогућило политичку превласт над сељачком већином, која је иначе била искључена из одлука о спољној политици. Средина XVIII века је релативно повољна за Финску – владао је мир. Ипак, током, Лесерске побуне (1741—1742), Финску је поново окупирала Русија, након што је Влада, Хат странке, покушала да ослободи раније изгубљене провинције. Уместо тога, Миром у Абоу (Турку) руска је граница поново померена на запад. У том периоду Руси су пропагирали могућност да се формира посебна Краљевина Финска.
На европској сцени, Француска и Русија покушавале су да задобију одлучујући утицај у Шведској. Сумњало се да чланови Парламента и други утицајни људи примају мито од странанца. Интегритет и кредибилитет политичког система парлемантаризма је пропао, па је млади харизматични краљ Густав III, 1771. извршио државни удар, укунуо парлиаментаризам и повратио краљевске прерогативе, мање више уз пристанак Парламанета. 1788. Шведска је објавила рат Русији. Упркос победама у неколико битака у Свенсксунду, рат је био без резултата, и само је довео до поремећаја у економији Финске. Популарност Густава III је знатно ослабила. Током рата, група официра сачинла је чувену Декларацију Ањала којом захтевају мировне преговоре са Русијом и сазивају Парламент. Упоредо са тим, група финских официра, покушала је уротом, да уз помоћ и покровитељство Русије, створи самосталну Финску државу. Ипак, Густав III је издржао први ударац и успео да уклони опозицију. 1789. новим је уставом, даље учвршћена краљева власт и положај сељаштва. Ипак, због ратног неуспеха, краљ је у Шведској сматран за тиранина.
Осим ове ратне еписоде од 1788—1790, последње деценије XVIII века биле су општи напредак у Финској. Свакодневни живот се убрзано мењао, од пољопривреде (од 1750-их се почело са узгајањем парадајза) преко увођења научних и техничких измена. Први балон са врућим ваздухом, летео је над Финском (био је први и у целој Шведској) направљен у Оулу (Улеåборг) 1784, само годину дана након што је изумљен у Француској. Трговина се развијала, а сељаштво је развијало самосвест. Доба рационализма проширило је дебату о социјалним питањима, религији и моралу, такође је подвучен проблем финског језика, обзиром да је у општој употреби био искључиво шведски (чак и француски).
Две руске окупације, нису биле лаке, и нису лако ни заборављене. Оне су допринеле да Финци почну осећати подвојеност и различитост од Шведске, и учењаци са Универзитета у Турку допринели су формирању таквог мишљења – формирање посебног финског идентитета у источном делу земље. Утицај Русије и њеног, Финској блиског, културног и административног седишта Санкт Петербурга утицао је да, Фински официри, свештеници и други (иако на шведском) образовани људи буду спремни на промени савезништва, односно да се приклоне сада све јачој Руској Империји.
Краљ Густав III је убијен 1792, а његов син Густав IV Адолф преузео је круну након периода регентства. Нови краљ није се показао способним да проведе своју земљу кроз опасну еру Француске револуције и Наполеонових ратова.
У међувремену, Финска подручја под влашћу Русије, после мировних споразума из 1721 и 1743 (без Ингрије), названи „Стара Финска“ задржали су, за почетак, шведске законе (што није била неуобичајена пракса Руске империје у експанзији). Постепено су руски владари давали велике поседе својим не-финским племићима, игноришући традиционалне слободе финских сељака (руски су сељаци имали скоро робовски положај). Чак је било и случајева телесног кажњавања – бичевања. Све то допринело је привредном паду, а посебно после 1797, када су Руси почели да регрутују Финце у царску војску. Изградња руских војних објеката у новоосвојеном подручју, довело је у Финску велик број не-Финаца. 1812. „Стара Финска“ је придружена остатку земље, али је све до 1870-их питање власничких односа над земљом остало.

## Руско Велико Војводство
Током Финског рата између Шведске и Русије, Финску су поново освојиле снаге Цара Александра I. Риксдаг окупираних територија је на заседању у Парвооу 29. марта 1809. дао заклетву верности Александру I Руском. Након пораза Шведске и потписивања мира у Фредриксхамну 17. септембра 1809, Финска је остала аутономно Велико Војводство у оквиру Руској Империји све до краја 1917, којем је враћена Финска Карелија ("Стара Финска") 1812. Током владавине Руса, степен аутономије је варирао. Периоди цензуре и политичких прогона, посебно су обележили последње две деценије руске власти. Ипак, фински сељаци остали су слободни (за разлику од руских), јер је на снази остао стари закон још из шведског времена (чак и делови устава којег је краљ Густав III донео као Устав из 1772). Стари 4 Домни Парламент је реактивиран 1860-их. Индустријализација је започета током 19. века од шумарства, рударства и производње машина, што је положило темеље напретка у Финској, иако је још задуго највећи број становника остао да ради у пољопривреди (све до завршетка Другог светског рата).

#### Национализам
Посебно након инкорпорације Финске у систем Шведске администрације током XVIи XVII века, шведски је постао доминантан у управи и школству. Пре тога у Средњем веку, поред шведског, важни су били, немачки, латински као и домаћи - фински. Фински је повратио доминацију растом национализма у XIX веку, што су подржавали и Руси, како би потврдили одвајање од Шведске и осигурали лојалност Финске за себе.
1835. објављен је фински национални еп - Калевала, колекција традиционалних митова и легенди што је део фолклора народа Карелије (православаца Финског порекла који су насељавали област језера Ладога данашња северозападна Русија), што је била искра национализма који ће касније довести до одвајања и од Русије. Национално буђење у Финској, средином XIX века, резултат је смишљене промоције финског језика и културе, од стране припадника више класе (која се иначе служила шведским језиком), као везивног “ткива” владајуће елите и сељаштва.
1863. Фински је почео да се користи у администрацији, а 1892. постао и званични језик једнак са Шведским. У току само једне генерације фински језик је постао доминантан у управи и друштву.

#### Русификација
1906, је стари четвородомни Риксдаг (по моделу Шведске) замењен једнодомним парламентом ("Едускунта"). По први пут на свету примењено је опште право гласа: жене у Финској су прве на свету добиле право гласа (активно и пасивно), а укинути су сталежи и племићке титуле. Ипак, на локалним изборима, остала су ограничена права гласа – везана за износ плаћених пореза. Тако су богати имали велик броја гласова, а сиромашни остајали и без тог права. На локалном нивоу опште право гласа је уведено 1917, када су у парламенту већину имале странке левичарске оријентације.

## Финска између два светска рата
Год. 1918. револуционарно крило Социјал-демократске странке је извело државни удар. Они су успели да заузму и контролишу јужну Финску с Хелсинкијем, док је десничарска влада наставила деловати у прогонству из Васе. Након кратког, али крвавог грађанског рата, тзв. Бела гарда коју је подупирала Немачка победила је Црвену гарду коју је подржавала бољшевистичка Русија. Након рата десетине хиљада припадника Црвене гарде и њихових симпатизера је заточено у логоре где су хиљаде погубљене или су умрле од исцрпљености, болести и глади. Непријатељство међу самим Финцима због припадности једној од ових страна је опстало све до краја Зимског рата, па и након тога.
Упркос Декларацији о независности - где се помиње као Република, након грађанског рата Фински парламент је „очишћен“ од посланика Социјалдемократске партије, и маленом већином броја гласова, установљава Краљевину Финску. Фредерик Карл од Хесена, немачки принц, је изабран за краља, путативног имена Вајно I Фински, а Пехр Евинд Свинхуфвуд и генерал Карл Манерхајм били су регенти. Ипак, након немачког пораза у Првом светском рату, идеја је напуштена. Финска је постала република, на челу са Каарло Јухо Стåхлберг-ом као првим изабраним председником 1919.
Нова Република, се суочила са проблемом Аланда, чије је, већином шведско становништво тражило враћање (репроцесију) Шведској. Ипак, како Финска није била спремна на то, понудила им је (Аландским отрвима) аутономију. Како становници то нису прихватили, спор је предат Лиги народа. Лига је одлучила да Финска задржи суверенитет над Острвима, али им се мора обезбедити статус аутономне покрајне. Финска се обавезала да становништву обезбеди право да се служе Шведским језиком, и да се брине о очувању њихове културе и локалних обичаја. Истовремено је потписан међународни споразум о неутралности Аландских Острва, којим је забрањена војна присутност на острвима.
Непосредно после грађанског рата, било је мањих пограничних спорова са СССР-ом, као Аунус експедиција и Свињска побуна. Односи са СССР-ом су унапређени након Споразума у Тартуу 1920, којим је Финска добила Петсамо, а одрекла се претензија на Источну Карелију.
Остаци национализма из грађанског рата, развили су се и прото-фашистичком Лапуа Покрету 1929. На почетку је Покрет има ошироку подршку Финаца анти - комунистичког опредељења, али након неуспелог државног удара 1932 је забрањен а вође су похапшене.
1930-их је СССР затегао односе са Финском, најпре ограничивши пловидбу финским трговачким бродовима између Ладошког језера и Финског залива а 1937, је потпуно забранио.

### Финска у Другом светском рату
Финска за је време Другог свјетског рата водила два рата против Совјетског Савеза и то: Зимски рат (1939—1940) и Настављени рат (1941—1944). У другом рату Финска је отворено ратовала на страни нацистичке Немачке. Током 872 дана заједничке финске и немачке снаге су опседале Лењинград, мада финске снаге нису директно учествовале у опсади. Због немачког пораза на Источном фронту Финска је склопила примирје са СССР-ом (1944) и протерала немачке снаге из северне Финске (Лапонски рат, 1945). Мировним уговором из 1947. год. Финска је изгубила подручје Карелије и Печенга, гдје је било 10% становништва Финске и 20% финске индустрије, и морала је плаћати ратну одштету Совјетском Савезу.
Финска је морала одбити западну помоћ (Маршалов план), али тајна помоћ САД помогла је некомунистичкој Социјалдемократској странци да очува финску независност. Финска је захваљујући трговином са западном Европом успела прећи из претежно пољопривредне економије у индустријску. Но, чак и након исплате ратне одштете, Финска је била приморана трговати са СССР-ом због недостатка индустријских сировина као што су челик и нафта.

## Недавна историја
Почетком 1990-их, Финска је економија запала у озбиљну депресију. Била је проузрокована, скоро тренутним, нестанком највећег њеног трговинског партнера Совјетског Савеза. Најозбиљнија последица био је раст незапослености - (17%). У другој половини 1990-их економија се снажно опоравила, што је предводила Нокиа у областима телекомуникација. Ипак, незапосленост није још дуго достигла свој ниво од пре депресије.
01.01. 1995, Финска се придружила Европској унији заједно са Аустријом и Шведском. Пре одлуке Парламента да се придружи ЕУ, одржан је консултативни референдум 16.04. 1994. 56,9% гласача се определило за придружење. Увођење Финске у ЕУ сматра се највећим успехом Сељачко-Конзервативне Владе Еско Ахоа, тадашњег Премијера.